# Goniothalamus euneurus
Goniothalamus euneurus är en kirimojaväxtart som beskrevs av Friedrich Anton Wilhelm Miquel. Goniothalamus euneurus ingår i släktet Goniothalamus och familjen kirimojaväxter. Inga underarter finns listade i Catalogue of Life.